# أمبيريك
 صالح حمد  الملقب أمبيريج أو أمبيريك (18 كانون الثاني/يناير 1930 - 26 كانون الثاني/يناير 2004)، ممثل عراقي.

## عن حياته ومشواره الفني
ولد في الزبير انتقل إلى الكويت  عام 1954  كانت بدايته بالتمثيل  أولها كان في مسلسل  مذكرات بو عليوي عام  1964 واستمر لعدة سنوات  حيث قام بتجسيد شخصيته الأبرز (أمبيريك) وهو الاسم الذي اشتهر به طوال مسيرته
الفنية ، بمشاركة الفنان عبد الحسين عبد الرضا قدم بعدها العديد من الأعمال في السينما المسرح  والتلفزيون حتى عام  1990 كما عمل فنيا في وزارة التربية الكويتية كفني تجليد 

صالح حمد في شخصية أمبيريك

## حياته الأسرية
تزوج أمبييريك مرتين زوجته الأولى نجاح توفيق عراقية رزق منها بخمسة بنات لكن طلقته بعد صدور الحكم وعادت إلى العراق مع إبنتها الصغرى وأخرى استقرت في الأردن بقي ثلاثة من بناته في الكويت، ومن زوجته الثانية عراقية   الجنسية بثلاثة أولاد الأكبر كان مقيما معه واثنين في العراق إضافة لتربيته لإبن زوجته كويتي الجنسية لكنها طلقته بعد صدور الحكم عليه خشية إبعادها للعراق لكن إبنها وفر لها الإقامة.

## قصته أثناء الغزو وبعده
- أثناء الغزو العراقي للكويت  أقام عند إبنته وزوجها الكويتي  كما كان يجلب الطعام لعائلة التوجيري كان  متوجها لأحد المخابز برفقة أحمد مشاري وألقت المخابرات العراقية القبض عليهما وخيرتهما إما الانضمام لنقابة الفنانين أو الالتحاق بالجيش الشعبي فقام بإصدار بطاقة عضوية للنقابة في  ديسمبر 1990  تحت التهديد دون القيام بأي نشاط حسب قوله وقد استشار قبلها الشيخ فهد ناصر وصديقه حمد التويجري فقالا له أصدرها حفاظا على حياتك  [2]
- سافر إلى العراق عشرة مرات خلال فترة الغزو  منها للبحث عن ابن زوجته الثانية والذي أسرته القوات العراقية ولإصدار الجنسية العراقية لتحسين وضعه حيث كان من فئة البدون [2]
- قام بزيارته في منزله جنود عراقيون كانت تربطه بهم معرفة سابقة قبل الاحتلال  [2]
- إتهم بأنه عمل قاضيا في وزارة العدل أثناء الغزو  لكنه أوضح أن تواجد هناك في سبتمبر 1990 مع بعض القضاة العراقيين  لإنهاء معاملات طلاق ابنه أسعد من زوجته مديحة عراقية الجنسية.[2]

## بعد التحرير
بعد  تحرير الكويت عام 1991 كان خارجا للاحتفال مع عائلته بالتحرير لكن تم إيقافه عند أحد نقاط التفتيش واقتادوه إلى مخفر القادسية ليحققوا معه فاخرجة الشيخ أحمد فهد الأحمد والفنان عبد الحسين عبد الرضا بكفالة بعد استنجاد ابنه أسعد بهم وأوضح بأن أمبيريك لم يتصل به لدعوته للانضمام للنقابة لكنه تجاهله ولم يرد على مكالماته   أقام لفتره في بيت أحمد التويجري ليتم سجنه ومحاكمته لاحقا  

### محاكمته وتهمة الخيانة
- اتهمته النيابة العرفية الكويتية هو ومن كان معه بأنهم خلال فترة الغزو العراقي للكويت قاموا بمساعدة الاحتلال على إحياء حفلات غنائية للقوات العراقية [2]
- أيضا اتهمته بأنه ومن معه عمدوا لإذاعة الضعف في نفوس الأمة أثناء فترة الاحتلال بتمجيد جيشهم وقواتهم وطالبت النيابة بإنزال أقصى العقوبات بهم[2]
- لكنه أوضح للقاضي بأنه بريء ولم يستخدم البطاقة العضوية وأنه تردد على المسرح القومي بخيطان مقر النقابة حينها مرة واحدة بأمر من القوات العراقية كما نفى أن إدعاءات منها أن يكون ضابط مخابرات وقام بالعمل في إذاعة أم المعارك أو سجن الأسرى .[8]
- حكمت المحكمة عليه بالحبس خمسة عشر عاما ثم خُففَ حُكمُه فيما بعد لخمس سنوات مع الأشغال بعد صدور العفو الأميري عنه وتسفيره إلى الدولة التي يختارها فاختار الإمارات  إلا أنه أكّد بعدد من اللقاءات أنه مظلوم ويتمنى أن يدخل الكويت ولكن وفاته سبقت أمنيته في الإمارات  بعام 2004.[9]

### وفاته
توفي في 26 كانون الثاني/يناير 2004 في أحد مستشفيات الشارقة الأمارات العربية المتحدة بعد صراع مع مرض السرطان.

## أعماله

### في التلفزيون
- 1989:الطماعون
- 1988:خزنة
- 1986:صغيرات على الحياة
- 1986:المغامرون الثلاثة
- 1984:عائلة فوق تنور
- 1984:رحلة العمر (سباعية)
- 1984:الغرباء (كامل الأوصاف)
- 1983:إمرأة ضد الرجال
- 1983:علي بابا
- 1982:سيدي الرجل لا
- 1981:دنيا الدنانير
- 1981:أبلة منيرة
- 1981:الدانة
- 1981:بيت أبو خالد
- 1980: علاء الدين
- 1980:حظ الملايين
- 1979:طيور على الماء
- 1979:مذكرات جحا
- 1978:الإخوة الثلاثة
- 1978:بنت البادية
- 1975:بندر في قطر
- 1973:الركادة زينة
- 1972:المظلوم
- 1972:حاور زاور
- 1972:شرباكة
- 1971:عائلة بو مريان
- 1970:أجلح وأملح
- 1968:الصبر مفتاح الفرج
- 1967:القلب الكبير
- 1964:محمكة الفريج
- 1964:مذكرات بوعليوي

### سهرات تلفزيونية
- 1984:توبة
- 1982:العطاء
- 1972:الصمت في الطريق الطويل
- 1970:الكرسي الثاني عشر
- 1968:مصنع الرجال
- 1968:عانس
- 1960:لعبة القدر
- إجازة
- إلى أين

### من المسرحيات
- 1990:بنشر
- 1990:رحلة العجايب
- 1990:بلنتي
- 1989:لولاكي 1
- 1989:المطيور
- 1988:هالو بانكوك
- 1988:باباي وبوتمبه
- 1987:في خبر كان
- 1987:حمام المحبة
- 1987:الدكتور صنهات
- 1986:باي باي عرب
- 1985:إحنا شباب الديسكو
- 1984:إبتسام في القفص
- 1984:أحمد والأسود
- 1983:طرزان
- 1982: الزرزور.
- 1979: حرم سعادة الوزير
- 1979: ألف باء تاء.
- 1979: عزوبي السالمية.
- 1975: ريال نساي.
- 1976: العانس.
- 1975: يلعب عالحبلين.
- 1973 :عالم نساء ورجل.
- 1972 :مطلوب رجل حلا.
- 1971 :30 يوم حب.
- 1969 :الليلة يصل محقان.
- 1969 :من سبق لبق.
- 1966:الكويت سنة 2000
- 1965:إغنم زمانك
- 1965:عشت وشفت
- 1964: 24 ساعة

### الأعمال الإذاعية
- عفواً أيها الأب.
- بوعليوي في رمضان.

### تقديم البرامج
- شارك في تقديم برنامج الأطفال التلفزيوني ماما أنيسة قرابة العشرة سنوات[2]

### في التأليف
- 1976 :العانس

## وصلات خارجية
- أمبيريك على موقع قاعدة بيانات الأفلام العربية

لقاء قديم مع الفنان صالح حمد في التلفزيون السعودي